# エメラルドテリムク
エメラルドテリムク（学名：Coccycolius iris）は、スズメ目ムクドリ科に分類される鳥類の一種。